# Baron Renwick
Baron Renwick, of Coombe in the County of Surrey, ist ein erblicher britischer Adelstitel in der Peerage of the United Kingdom.

## Verleihung und nachgeordnete Titel
Der Titel wurde erstmals am 23. Dezember 1964 für den Unternehmer Sir Robert Renwick, 2. Baronet, geschaffen. Bereits 1932 hatte dieser von seinem Vater Harry Renwick (1861–1932) den Titel Baronet, of Coombe in the County of Surrey, geerbt, der diesem am 28. Juni 1927 in der Baronetage of the United Kingdom verliehen worden war.

## Liste der Barone Renwick (1964)
- Robert Renwick, 1. Baron Renwick (1904–1973)
- Harry Renwick, 2. Baron Renwick (1935–2020)
- Robert Renwick, 3. Baron Renwick (* 1966)

Titelerbe (Heir Presumptive) ist der jüngere Bruder des jetzigen Barons, Hon. Michael Renwick (* 1968).